# Equilibrium
|  | Per a altres significats, vegeu «Equilibrium (grup de música)». |

Equilibrium és una pel·lícula del director Kurt Wimmer. Es tracta d'una distopia en el futur després de la tercera guerra mundial, amb la humanitat privada de les emocions per l'efecte del 'prozium', l'opi de les masses i de l'arma més poderosa que l'home mateix ha pogut crear: ell mateix. S'ha doblat al català.

## Argument
Per vigilar i detenir als anomenats "ofensors dels sentits", és a dir, aquells que tenen objectes que siguin capaços de produir-los sensacions, el govern totalitari format per un tirà que anomenen "Pare" i un consell, ha designat una unitat coneguda com la clerecia grammaton, per vigilar i contenir la humanitat dintre de cada ésser vivent a 'Libria'. Al davant d'aquesta unitat hi ha el clergue tetragrammaton John Preston (Christian Bale) el company del qual comença a comportar-se estranyament després d'evitar la seva dosis de prozium: a partir d'aquest moment comença a sentir.

## Repartiment
- Christian Bale: John Preston
- Emily Watson: Mary O'Brien
- Taye Diggs: Andrew Brandt
- Angus Macfadyen: Vice-Conseller DuPont
- Sean Bean: Errol Partridge
- Matthew Harbour: Robbie Preston
- William Fichtner: Jurgen
- Sean Pertwee: Father
- David Hemmings: Proctor
- Emily Siewert: Lisa Preston
- Alexa Summer: Viviana Preston[a]
- Maria Pia Calzone: Dona de Preston[a]
- Dominic Purcell: Seamus
- Brian Conley: Supervisor
- Kurt Wimmer (cameo): víctima rebel